# Нагорный (Оренбургская область)
Нагорный — посёлок в Новосергиевском районе Оренбургской области. Входит в состав Ясногорского сельсовета.

## История
В 1966 г. Указом Президиума ВС РСФСР поселок отделения № 8 совхоза имени Электрозавода переименован в Нагорный.

## Население
| 2010 |
| ---- |
| 5    |